# 6249 Jennifer
6249 Jennifer (1991 JF1) là một thiên thạch xuyên Sao Hỏa được phát hiện vào ngày 7 tháng 05 năm 1991 bởi E. F. Helin tại trạm thiên văn Palomar.

## Link ngoài
- JPL Small-Body Database Browser on 6249 Jennifer